# Chaetodon quadrimaculatus
Espèce
Statut de conservation UICN

 LC  : Préoccupation mineure
Chaetodon quadrimaculatus ou Chétodon à quatre taches est une espèce de poissons de la famille des Chaetodontidae.
Il vit dans l'ouest de l'océan Pacifique et mesure jusqu'à 16 cm.